# Parque natural nacional de Zalissia
El Parque natural nacional de Zalissia (en ucraniano: Національний природний парк «Залісся») alberga un gran bosque en la margen izquierda del río Desná, a unos 20 km al noreste de Kiev. Desde 2017, el área está abierta al público con acceso limitado, puesto que se administra principalmente como área protegida para la "recepción y estancia de altos funcionarios", otros usos estatales y la protección de la vida vegetal y animal. La transición de reserva a parque nacional fue decretada en 2009, pero no fue implementada hasta 2017  El parque se encuentra en el raión de Brovary, en el óblast de Kiev y tiene una extensión de 148 km2.

## Topografía
El serpenteante río Desná corre de norte a sur a lo largo del límite oeste del parque. El lecho del río se halla, de hecho, a 5–10 km del parque, mientras que este se encuentra en la primera y segunda terrazas del río. El parque tiene aproximadamente 10 km de ancho de oeste a este y 20 km de norte a sur.

## Clima y ecorregión
El clima de Zalissia es continental templado con veranos suaves, Dfb en la clasificación de Köppen. Se caracteriza por grandes diferencias estacionales de temperatura y un verano cálido (al menos cuatro meses con un promedio de más de 10 °C, pero ningún mes con un promedio de más de 22 °C.
El parque está ubicado en la ecorregión bosque mixto de Europa central, un bosque templado de frondosas que cubre gran parte del noreste de Europa, desde Alemania hasta Rusia.

## Flora y fauna
El pino es el árbol más común en el 85% del área boscosa. Los robles cubren el 7%, los alisos el 5% y otras especies el 3%. Se estima que 1.700 hectáreas de pinar tienen más de 100 años.

## Usos

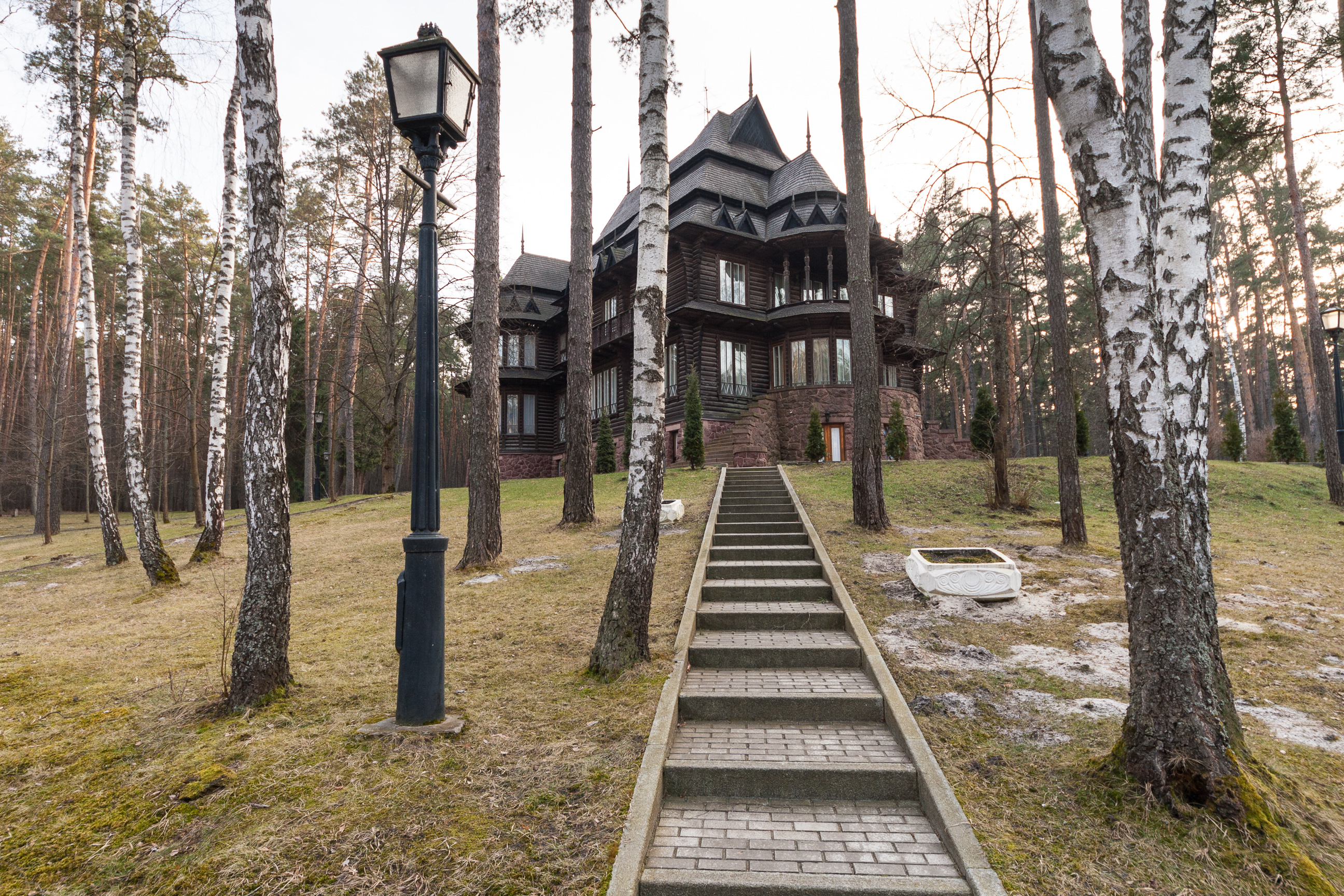
Residencia Zalissia, en el parque

Hasta 2017, el parque todavía se administraba principalmente con fines estatales y no se había establecido un calendario para la transición a un parque nacional tradicional. El territorio es administrado por la Administración Estatal de Negocios de Ucrania para la "provisión de condiciones adecuadas para la recepción y estancia de altos funcionarios del estado, jefes de estados extranjeros y delegaciones oficiales de estados extranjeros y organizaciones internacionales", y también para la protección de la vida vegetal y animal. La 'Residencia Zalissia' está abierta al público, y se pueden concertar excursiones ecológicas, paseos a caballo, visitas para observar aves y actividades recreativas similares con los funcionarios del departamento forestal.